# Armando Noguera
Armando Noguera (né le 4 juillet 1977 en Argentine - ) est un chanteur lyrique baryton argentin.

## Biographie
À peine âgé de 22 ans, il fait ses grands débuts au Teatro Colon de Buenos Aires, notamment dans un rôle-phare appelé à le lancer : Figaro du Barbier de Séville de Rossini (1999), mais également Falke dans La Chauve-souris de Strauss, Énée dans Didon et Enée de Purcell et dans les Vêpres de la Sainte Vierge de Monteverdi.
Au théâtre Avenida, il chante Simeon dans L’Enfant prodigue, le mari dans Les Mamelles de Tirésias de Francis Poulenc, Malatesta dans Don Pasquale de Donizetti, Guglielmo dans Cosi fan tutte de Mozart, Taddeo dans L’Italienne à Alger de Rossini, le Dancaïre dans Carmen de Bizet, Silvio dans Paillasse de Leoncavallo.
Parmi une multitude de rôles, il interprète également Valentin (dans le Faust de Gounod) au théâtre de Santiago du Chili. Guccio (Gianni Schicchi de Puccini) au Palais Garnier à Paris, le Téléphone (Menotti), le Secret de Suzanne (Wolf-Ferrari) à Clermont-Ferrand, Charles VI (Halevy), Djamileh (Bizet) à Compiègne, le Barbier de Séville (Rossini) à Montpellier et au Festival de Strasbourg, Papageno dans La Flûte enchantée de Mozart à Avignon et à Reims, etc.
Il suit les masterclasses de Teresa Berganza, Ana Sirulnik, Ingebor Wamser, José Van Dam, Dalton Baldwin, Janine Reiss,  Martin Katz et Pierre Valet.
En 2002, il intègre le Centre de Formation Lyrique de l’Opéra national de Paris avec le rôle du capitaine (Eugène Onéguine de Tchaïkovski) puis dans la Bohème de Puccini.
Il est lauréat du prix Lyrique de l’UPMCF de Paris en 2002, du Prix Lyrique du Cercle Carpeaux de l’Opéra de Paris en 2003, Premier Prix au Concours International de Chant « Trujillo » Perou 2001 et Prix de Zarzuela au Concours International de Chant « Francisco Vinas » en Espagne 2003. Il est également finaliste du Concours International de Chant « Hans Gabor Belvedere » à Vienne et du Concours ibéro-américano du Chant à Mexico et troisième prix du Concours international de chant de Toulouse en 2004. 
Il obtient une bourse d’étude attribuée par le ministère de la Culture de Vienne en 1998. Celle-ci lui permet travailler avec d’importants chefs de chant et une année de training vocal à Vienne et à Salzbourg ainsi qu’une bourse d’étude attribuée par la Fondation du Teatro Colon de Buenos Aires.
Il incarne également le rôle de don Alvaro dans Le Voyage à Reims de Rossini lors d'une tournée nationale en France en 2008-2010.
Le 11 octobre 2010, Armando Noguera se produit au théâtre des Champs-Élysées dans le rôle de Varbel dans Lodoïska.
Les 12 et 14 novembre 2010 à l'Opéra Théâtre d'Avignon, il incarne Guglielmo dans Cosi fan Tutte un opéra bouffe en 2 actes de Wolfgang Amadeus Mozart (1790).
Les 17 et 19 avril 2011, à l'Opéra Théâtre d'Avignon, il interprète le rôle de Papageno dans le célèbre opéra en 2 actes de Wolfgang Amadeus Mozart (1791), La Flûte enchantée.

## Dates clés
- 1995 : il intègre l'école de chant (Young Artist Program) du Teatro Colon a Buenos Aires.
- 1999 : débuts au Teatro Colon : Figaro dans Le Barbier de Séville de Rossini.
- 2002 : il intègre le Centre de formation lyrique à l'Opéra de Paris. Rencontre avec Janine Reiss et André Dos Santos.
- 2003 : rencontre avec Pierre Jourdan. Prix Carpeaux à l'Opéra de Paris
- 2005 : rencontre avec John Nelson. Premier Eugène Oneguine.

## Discographie

### DVD
- Les caprices de Marianne : opéra comique en deux actes, d'après la pièce d'Alfred de Musset - Musique de Henri Sauguet - Livret de Jean-Pierre Grédy - Direction artistique et mise en scène par Pierre Jourdan, assisté de Takis Fassaris - Chef d'orchestre: Miquel Ortega (es) assisté de Frédéric Rouillon - Chanteurs: Isabelle Philippe, Magali Damonte, Armando Noguera, Stéphane Malbec Garcia, Matthieu Lécroart, Lionel Muzin, Mathias Vidal, Jean-Pierre Descheix,  Théâtre impérial de Compiègne (2006)

## Programmation
- Marullo dans Rigoletto de Giuseppe Verdi, Chorégies d'Orange, du 30 juillet au 2 août 2011
- Papageno dans Die Zauberflöte de Wolfgang Amadeus Mozart, Opéra Théâtre d'Avignon, du 17 au 19 avril 2011
- Figaro dans Le nozze di Figaro de Wolfgang Amadeus Mozart, Grand Théâtre de Reims, du 25 au 27 mars 2011 ; Grand Théâtre de Tours, du 11 au 15 mars 2011
- Onéguine dans Eugène Onéguine de Piotr Ilitch Tchaïkovski, Opéra Théâtre d'Avignon, du 20 au 22 février 2011
- Figaro dans Il barbiere di Siviglia de Gioachino Rossini, Opéra de Lille, du 14 mai au 2 juin 2013